# 乌尔姆雀
乌尔姆雀是乌尔姆的代表标志。

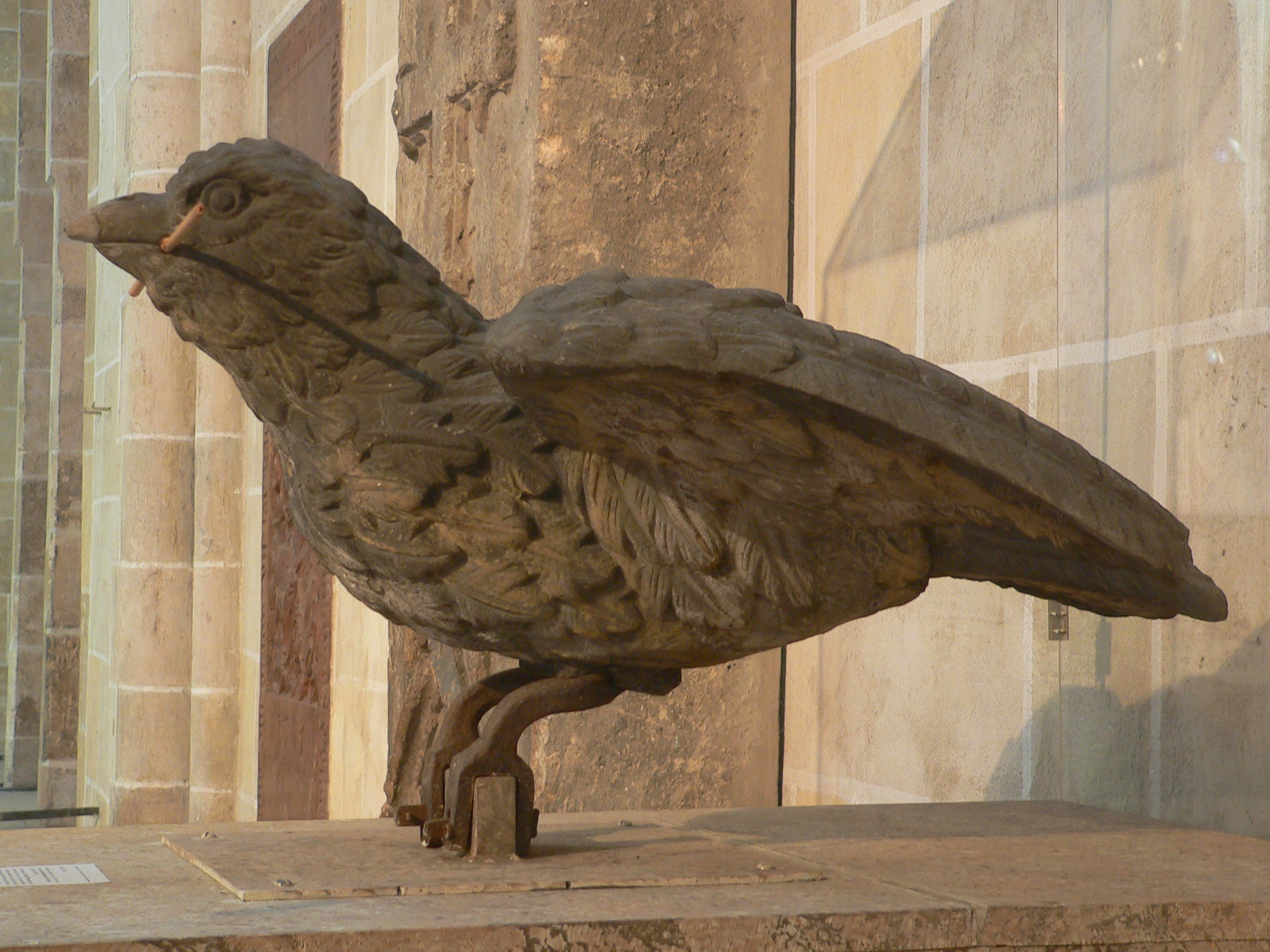
“乌尔姆雀”：1858年教堂屋顶的原件现今存放于乌尔姆大教堂入口处的陈列柜中

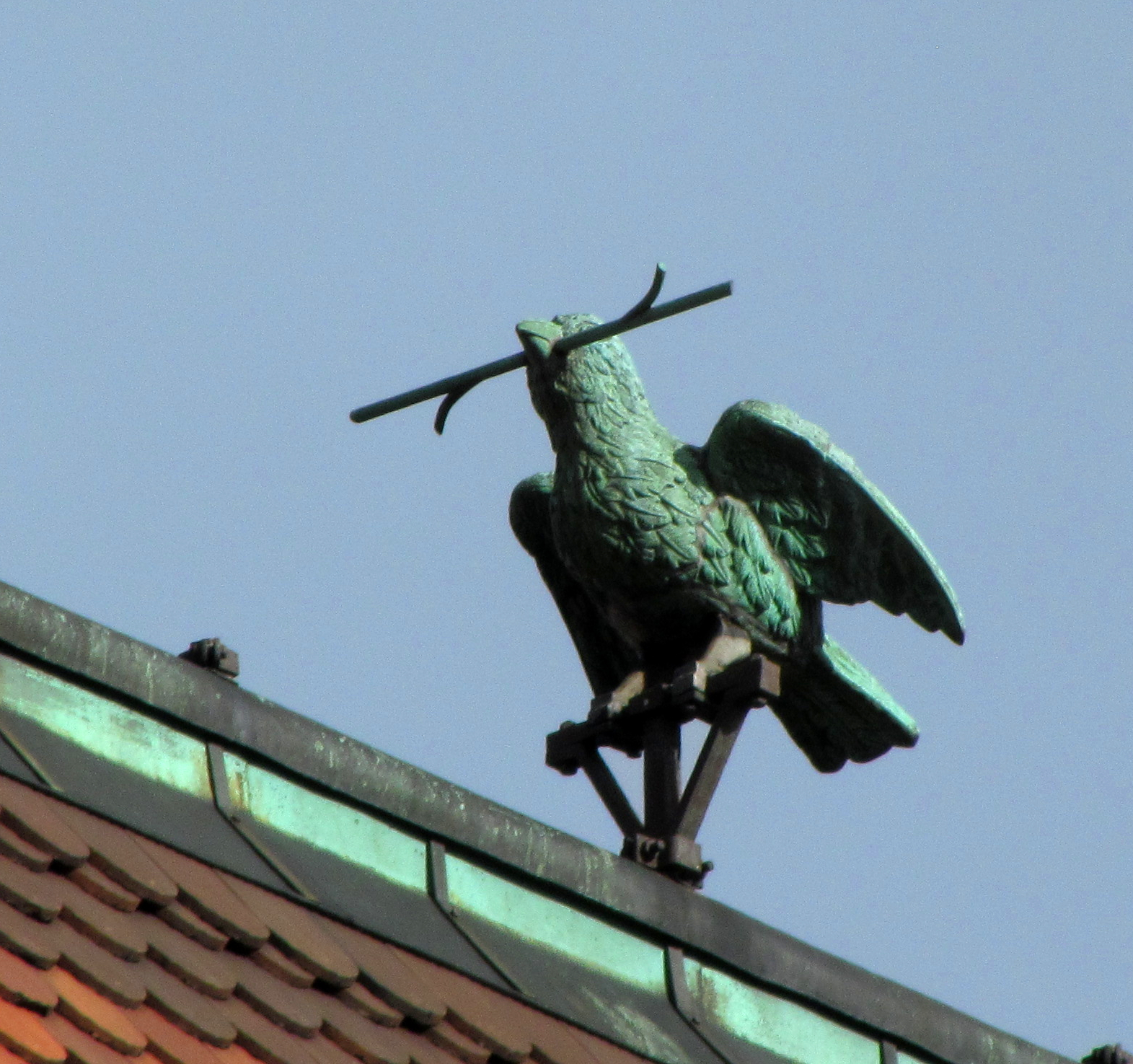
大教堂屋顶的"乌尔姆雀"(2013年)

根据传说，在乌尔姆人建造大教堂的过程中需要运输一根巨大的木梁，但是他们却无法将之运过城门。正当他们打算拆毁城门时，他们看到一只麻雀，嘴里叼着一根用来筑巢的细枝。这只麻雀直向叼着树枝，穿过了城门。这启发了乌尔姆人，他们把木料长边顺着车摆放，而不是像之前一样横过来，并通过了城门。
这则传说在十九世纪中叶前是无处考证的。

## 传说的产生
乌尔姆大教堂中殿上的“麻雀”事实上嘴上叼着的是一根麦秆。它其实是一只乌尔姆富人捐赠的鸽子（嘴中叼着一只橄榄枝，可能与圣经中的诺亚方舟故事有关）。